# Uracanthus albatus
Uracanthus albatus là một loài bọ cánh cứng trong họ Cerambycidae.